# Innbrücke (Innsbruck)
Die Innbrücke, auch Alte Innbrücke genannt, ist eine Straßenbrücke über den Inn in Innsbruck, die die Altstadt am rechten mit Mariahilf-St. Nikolaus am linken Ufer verbindet. Die erste Brücke an dieser Stelle wurde im 12. Jahrhundert errichtet, sie hat der Stadt Innsbruck ihren Namen gegeben und findet sich auch im Stadtwappen wieder. Bis zum Bau der Mühlauer Brücke 1581 war sie die einzige Innbrücke im Raum Innsbruck.

## Geschichte

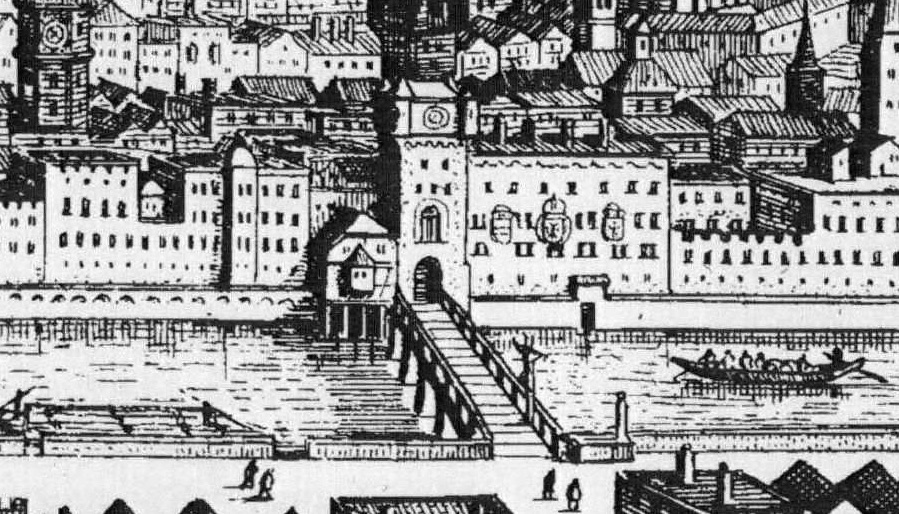
Die Innbrücke mit Inntor, Ausschnitt aus der Topographia Provinciarum Austriacarum von Matthäus Merian, 1649

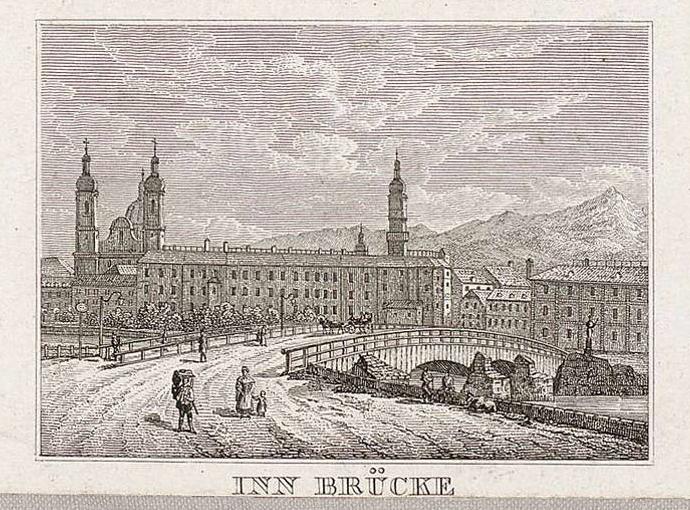
Bogentragwerksbrücke um 1840

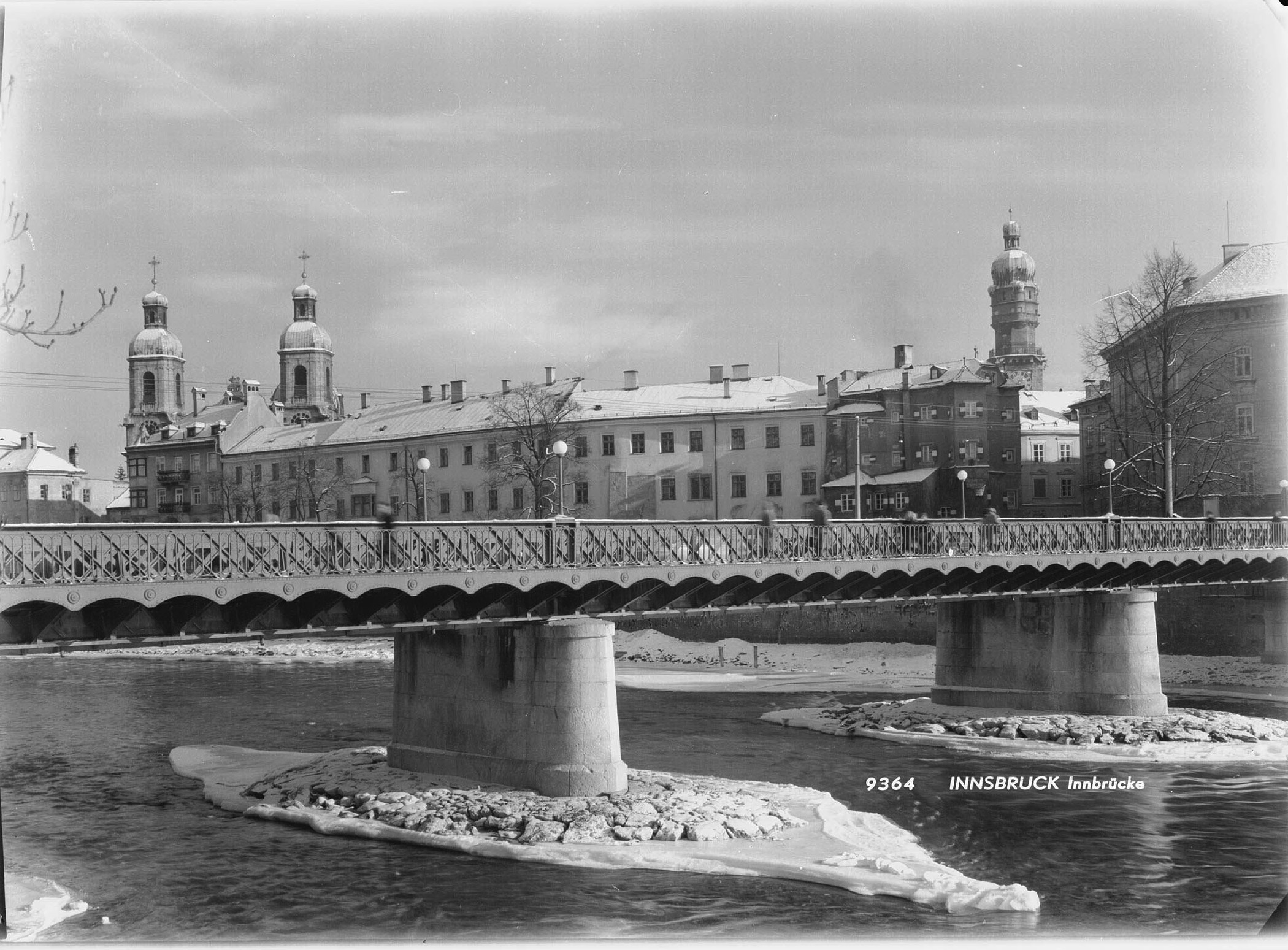
Die 1871 errichtete Eisenfachwerkbrücke

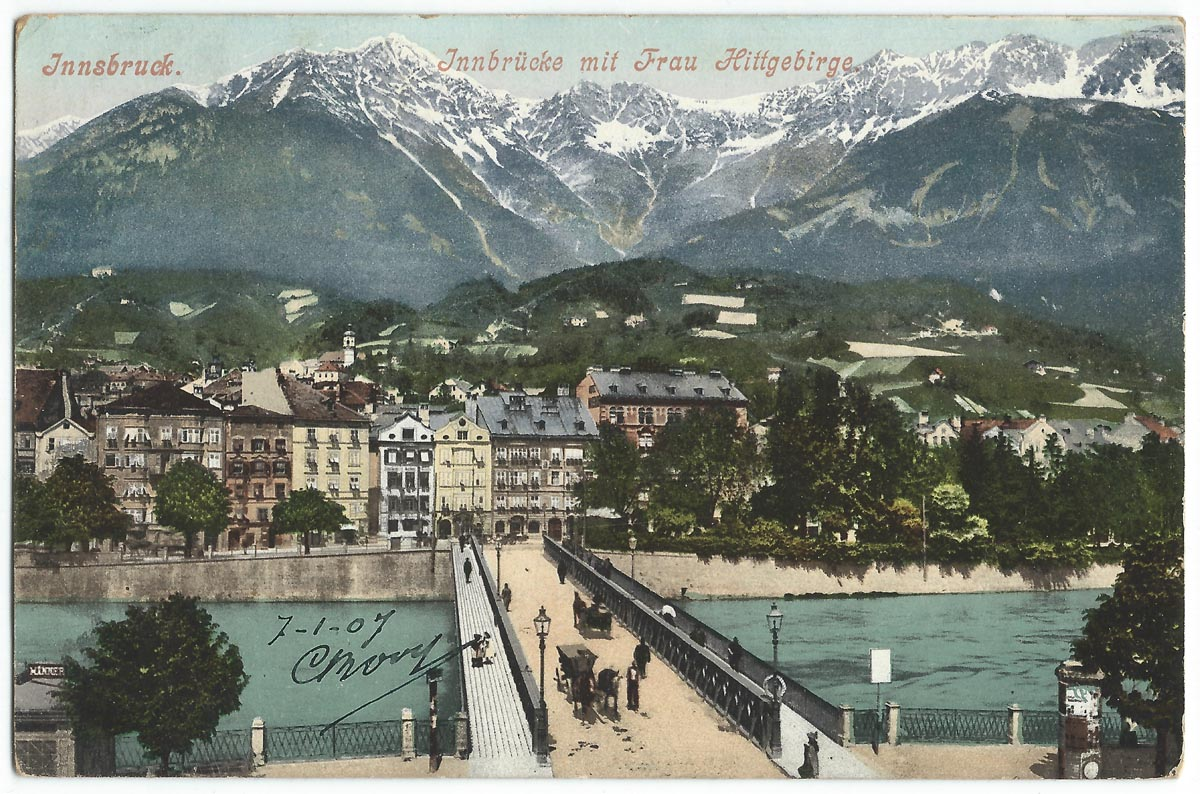
Die Eisenfachwerkbrücke Anfang des 20. Jahrhunderts, Blick Richtung Norden

In der Römerzeit und im Frühmittelalter wurde der Inn auf dem Weg vom Brenner zum Seefelder Sattel beim Martinsbühel bei Zirl überquert. Vermutlich um 1165/1170 ließ Berchtold V. (III.) von Andechs eine Brücke über den Inn bauen, an einer Stelle, an der sich vorher eine Furt oder eine Fähre befunden hatte. Zugleich gründete er eine Marktsiedlung am linken Innufer, Ynbruggen genannt, den heutigen Stadtteil Mariahilf-St. Nikolaus. 1180 erwarben er und sein Sohn Berthold (IV.) vom Stift Wilten Grund am rechten Innufer „trans pontem“, also jenseits der bereits bestehenden (Inn-)Brücke; hier entstand die heutige Altstadt als befestigter Brückenkopf.
Die erste Brücke war vermutlich eine einfache Holzbalkenbrücke. Die Pfeiler waren massive Kästen aus Baumstämmen, die mit Steinen gefüllt waren. Der Abstand zwischen den Pfeilern wurde durch die Länge der tragenden Längsbalken vorgegeben und betrug wohl weniger als 10 m. Im Schwazer Bergbuch von 1556 ist die Brücke als Holzbalkenbrücke auf sieben Jochen abgebildet. Durch die zahlreichen massiven Pfeiler stellte die Brücke ein Hindernis bei Hochwasser dar und wurde regelmäßig zerstört und instand gesetzt oder neu gebaut. In einer Ansicht von 1577 ist die Anzahl auf fünf Steinkastenjoche reduziert, die Spannweite damit größer. 1649 zeigt sich eine Holzbalkenbrücke auf fünf schmäleren Holzjochen, die Steinkästen hatten vermutlich den Durchfluss zu stark behindert.
Seit 1267 ist die namensgebende Brücke als Siegelbild nachweisbar, in den ältesten erhaltenen Stadtsiegeln von 1267 und 1282 ist sie senkrecht verlaufend mit drei Pfeilern, seit 1325 waagrecht verlaufend mit zwei Pfeilern dargestellt, so auch seither im Stadtwappen.
Die Brücke führte am rechten Ufer zum 1790 abgebrochenen Inntor, durch das die Stadt betreten wurde. Auf der Brücke musste Zoll an Hall und Innsbruck bezahlt werden. Kaiser Maximilian I. ließ in der Mitte der Brücke ein „Sommerhäusl“ errichten, um Almosen an die Armen zu verteilen. Über die Brücke führte seit 1485 die erste Quellwasser-Röhrenleitung aus Hötting in die Stadt.
Im Februar 2016 wurden bei Kanalbauarbeiten Teile des südlichen Widerlagers der Brücke aus dem Mittelalter freigelegt.
Nach 1750 wurde ein neuer Brückentyp verwirklicht. Vier Brückenfelder überspannten den Inn über drei verschalten Holzjochen mit Holzbögen. Diese Brücke wurde in den Jahren 1762, 1772 und 1789 durch Hochwasser zerstört. Für den Neubau von 1790, eine Konstruktion aus drei Pfeilern und Hängewerk, wurden die Quader des abgebrochenen Inntors verwendet. Die Brücke überstand zwar die Kämpfe im Jahr 1809, ihre Pfeiler sanken jedoch im Lauf der Zeit ein, so dass die Brücke nach und nach mit immer mehr Stützpfeilern versehen werden musste.
1850 gab es Pläne, die baufällige Holzbrücke durch eine Kettenbrücke zu ersetzen. Dafür hätten die Ottoburg und ein Teil des alten Regierungsgebäudes abgetragen werden müssen. Die Pläne wurden nicht verwirklicht, die Brücke wurde durch ein Hochwasser im Juni 1871 endgültig zerstört.
Der Neubau erfolgte als eiserne Fachwerkbrücke. Sie war die erste dieser Art in Tirol und wurde am 19. März 1873 eröffnet. Sie hatte zwei Flusspfeiler, stählerne Gitterträger über der Fahrbahn und außen liegende Gehwege. Das Stahlfachwerk aus schmiedeeisernen Bestandteilen war mit 50.000 Nieten verbunden. Die Brücke hatte eine Länge von 82,74 m, eine Gesamtbreite von 12,5 m und kostete 53.917 Gulden.
Bei einer Untersuchung der Brücke wurden 1977 massive Korrosionsschäden entdeckt. Die Brücke wurde daraufhin in Süd-Nord-Richtung zur Einbahn erklärt und die Belastungsgrenze von 12 auf 8 Tonnen herabgesetzt, Buslinien wurden umgeleitet. Zur Entlastung wurde direkt neben der Innbrücke von Pionieren des Bundesheeres eine Behelfsbrücke errichtet. Da die Brücke mit ihrer Fahrbahnbreite von 6,5 m auch nicht mehr den Anforderungen des Verkehrs entsprach, wurde ein Neubau geplant.
Da die neue Brücke nicht nur den Ansprüchen des Verkehrs genügen, sondern als Nachfolgerin der ersten und namensgebenden Innbrücke auch Symbolcharakter haben sollte, wurde 1980 ein österreichweiter Wettbewerb ausgeschrieben. Da keiner der 41 eingereichten Beiträge alle Beurteilungskriterien erfüllte, wurde kein erster Preis vergeben, dafür vier Anerkennungspreise, aus denen der Entwurf von Willibald Zemler (Planung) und Georg Lippert (Architektur) verwirklicht wurde. Die Bauarbeiten begannen im Herbst 1981, am 9. Mai 1983 wurde die neue Brücke für den Verkehr freigegeben. Die Gesamtkosten für den Brückenbau und die Uferverbauung betrugen 54 Millionen Schilling, die Brücke kostete 21 Millionen Schilling.
Die Pionierbrücke wurde nach Fertigstellung der neuen Brücke als Verbindung zwischen dem Olympischen Dorf und der Roßau (als Vorläuferin der heutigen New-Orleans-Brücke) wieder aufgebaut.

## Heutige Brücke

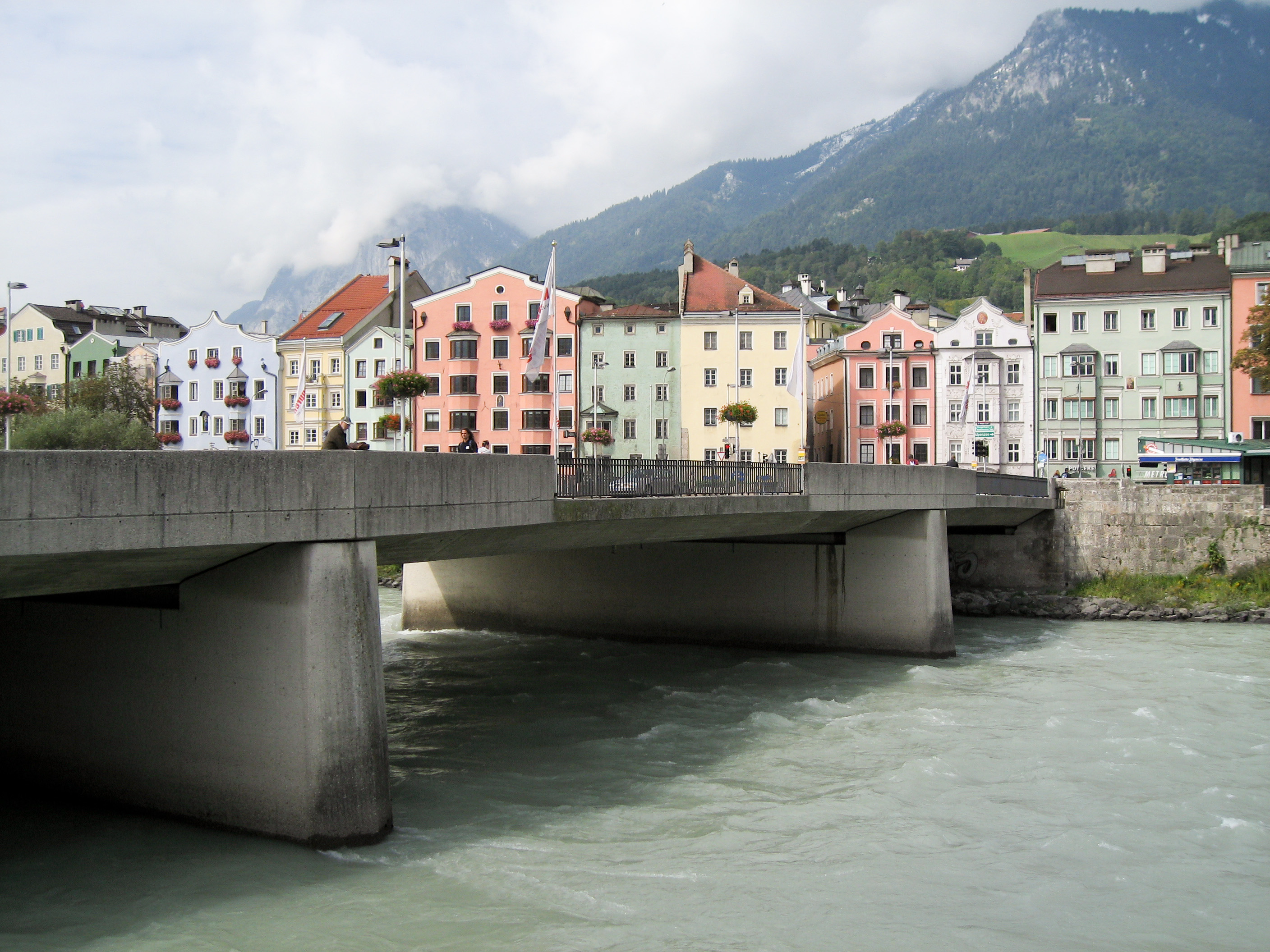
Die Innbrücke Richtung Nordwesten vor der Sanierung 2021

Die von 1981 bis 1982 errichtete Brücke besteht aus einem 1 m starken Spannbetontragwerk in drei Feldern auf zwei kräftigen Flusspfeilern aus Stahlbeton. Die Fundierung erfolgte mit 12 m tiefen Betonbohrpfählen. Die Stützweiten betragen 23, 33 und 23 m. Über den Pfeilern ist die Platte an beiden Seiten dreiecksförmig verbreitert und war ursprünglich mit einer massiven Betonbrüstung versehen, im Gegensatz zu den offenen Stahlgeländern im Bereich der Brückenfelder. Sie erinnerte damit aus der Vogelperspektive an die mittelalterlichen Vorgängerbauten und die Darstellung im Stadtwappen. Die flache Linienführung wahrt den freien Blick auf die Altstadt mit dem Dom auf der einen und die Fassaden von Mariahilf auf der anderen Seite. Die Brücke verfügt über drei Fahrspuren sowie an beiden Seiten über Gehsteige und Radwege. Die Ufermauern und Brüstungen wurden mit Höttinger Breccie verkleidet. An den Brückenköpfen wurden ein Zeitungs- und Informationsstand, Telefonzellen, die Innpegelmessstation, eine WC-Anlage und eine Rad- und Fußwegunterführung integriert.

### Sanierung 2021–2022
Im Laufe der Jahrzehnte entstanden Schäden an den tragenden Teilen und Fahrbahnbelägen, die eine Generalsanierung der Brücke notwendig machten. So wurde 2021 bis 2022 im Rahmen einer Generalsanierung das Tragwerk neu abgedichtet und der Fahrbahnaufbau sowie die Fahrbahnübergänge erneuert. Weiters wurden die Anbindungen der Brückenköpfe an das Verkehrsnetz überarbeitet, um den Blick in die Altstadt und den Waltherpark weiter zu öffnen. Die Gesamtkosten des Projekts betrugen 2,2 Millionen Euro. Die gestalterische Umsetzung wurde an das Architekturbüro Rainer Köberl und das Ingenieurbüro Wolfgang Philipp übertragen. Das Rudi-Wach-Kreuz wurde während der Sanierungsarbeiten entfernt und nach Fertigstellung im südlichen Teil wieder aufgestellt. Die mit Höttinger Breccie verkleideten Brüstungen wurden entfernt und durch eine Metallgeländerkonstruktionen ersetzt. Der Zeitungs- und Informationsstand, die Telefonzellen, sowie die WC-Anlage wurden entfernt.

## Kruzifix

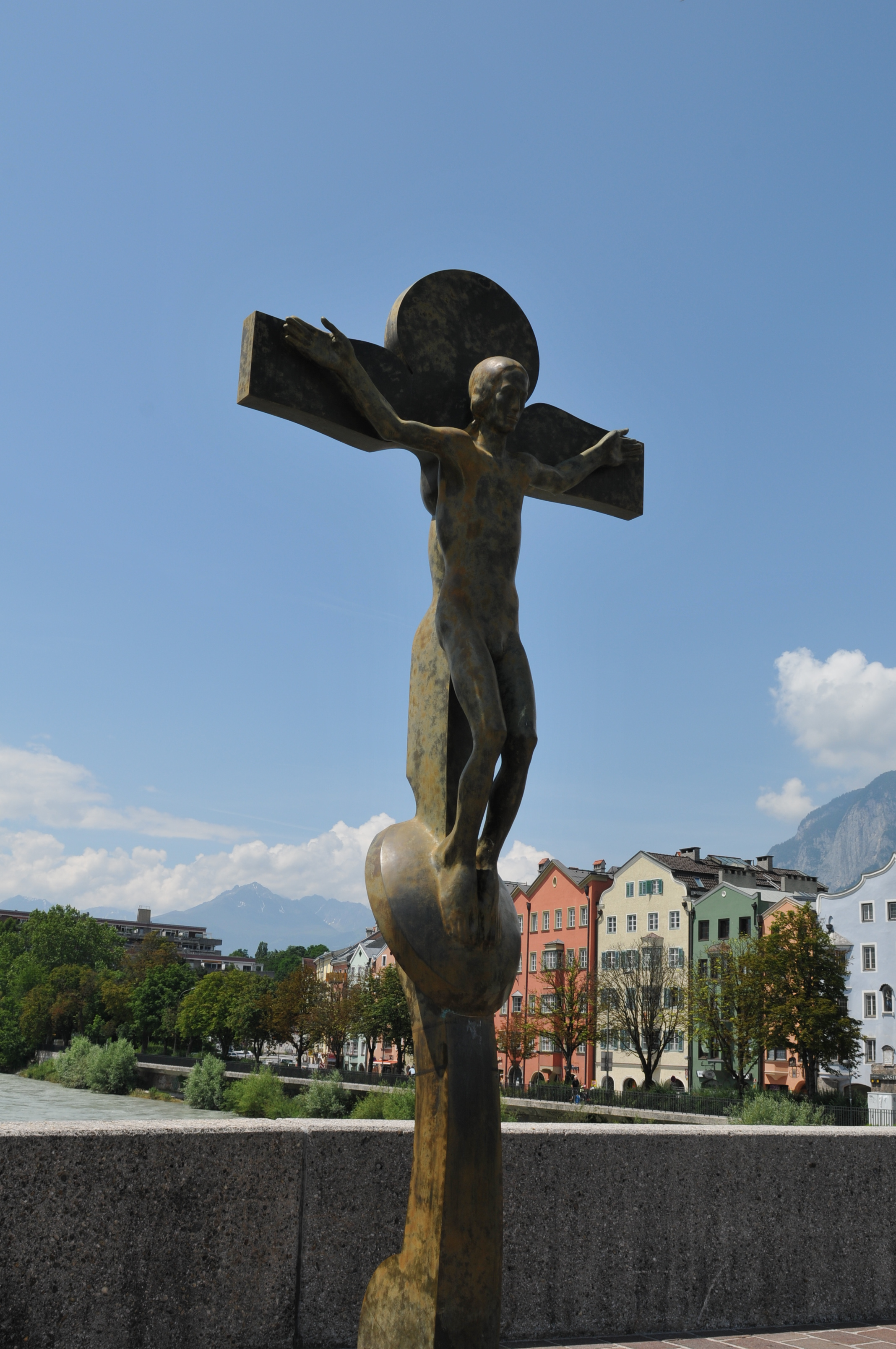
Das Kruzifix von Rudi Wach vor der Sanierung der Brücke 2021

1515 ließ die Kreuzbruderschaft St. Jakob ein großes Holzkreuz auf der Innbrücke errichten, das beim Hochwasser 1789 zerstört wurde. Auf der neuen Brücke wurde von den Behörden keine Aufstellung mehr bewilligt. Im Zuge des Neubaus der Innbrücke in den 1980er Jahren bat die nach wie vor bestehende Kreuzbruderschaft die Stadt, wieder ein Kreuz errichten zu dürfen. Die Kosten wurden zwischen Stadt, Land und Bruderschaft geteilt und der in Mailand lebende Tiroler Bildhauer Rudi Wach mit dem Entwurf beauftragt.
Das Kreuz ist in der Form eines Lebensbaumes mit organisch-floraler Form des Querbalkens gestaltet. Die Füße des Gekreuzigten ruhen auf der Weltkugel, sein Kopf ist von einem Nimbus umgeben. Christus ist nicht als Leidender, sondern in einem Übergangszustand als Mensch und Gott zugleich dargestellt, nackt und ohne Wundmale.
Die 4,5 m hohe Bronze-Skulptur sollte zu Christi Himmelfahrt 1986 aufgestellt werden. Die Darstellung Christi ohne Lendenschurz sorgte für Proteste in der Bevölkerung, heftige Diskussionen in den Tageszeitungen und eine Unterschriftensammlung, in der sich 20.000 Unterzeichner gegen das Kruzifix aussprachen. Unter diesem Druck kündigte Bischof Reinhold Stecher, der die Aufstellung ursprünglich befürwortet hatte, kurzfristig mit, dass er das Kreuz nicht weihen würde. Daraufhin wurde es im Innenhof des Volkskunstmuseums aufgestellt. 1991 wurde es der Stadt geschenkt. Im September 2007 ließ Bürgermeisterin Hilde Zach das Kreuz überraschend doch auf der Innbrücke aufstellen. Als Begründung nannte sie den Dank dafür, dass Innsbruck beim Hochwasser 2005 weitgehend verschont blieb. Zu Ostern 2013 wurde das Kruzifix im Rahmen einer österreichweiten Fastenaktion verhüllt, wie es sonst nur bei Kreuzen in Kirchenräumen üblich ist.